# Javiera Contador
Javiera Isabel Contador Valenzuela (Santiago, 17 de junio de 1974) es una actriz, presentadora de televisión, locutora de radio, humorista y productora chilena. Es reconocida en su país por protagonizar la sitcom Casado con hijos y por conducir diversos programas de televisión.

## Biografía
Realizó sus estudios en la escuela de teatro de la Universidad Católica. Debutó en las telenovelas con el rol protagónico en Loca piel de TVN y como conductora en UCV. En el año 1998 se integró al elenco de actores de Canal 13 con la teleserie Amándote. Mientras, continuó su carrera como animadora al participar en el programa Si se la puede, gana de aquel canal. Paralelamente, ha actuado en obras de teatro como "Tristán e Isolda", "Habitación 777", "Chile fértil provincia" y "¿Quién dijo que los hombres no sirven para nada?". Ya consolidada como animadora, aceptó el gran desafío de animar el reality más extremo de la televisión chilena, "Conquistadores del fin del mundo", lo que definitivamente internacionalizó su carrera; el Canal Cosmopolitan ha tentado a la joven para que participe en el nuevo proyecto de este canal, según declaró al diario La Cuarta.
También condujo con Ricardo Astorga las aclamadas La ruta del Nilo (2005) y La ruta de Oceanía (2006), ambas para TVN.
Javiera Contador, la misma que con inusuales y coloridas vestimentas se hizo conocida en el medio, ha querido evolucionar aún más. Para ello, después de actuar en varias obras de teatro, decidió salir de las tablas para esta vez dirigir una de ellas: "Brujas".
Entre 2006 y 2008 participó del exitoso sitcom Casado con hijos donde interpretó a la floja y excéntrica Quena Gómez de Larraín. Luego del avasallador éxito chileno de las cuatro temporadas pasó a presentar el programa matinal de Mega Mucho gusto. En 2011 participó en la serie La Colonia, también en Mega, con tres temporadas con gran éxito en México.
En enero de 2016 asume la conducción principal de Buenos días a todos en TVN. Así mismo fue jueza y reina del Festival del Huaso de Olmué. En enero de 2017, renuncia a la conducción del matinal para integrarse al área de ficción del canal estatal.
En febrero de 2020, se presentó como comediante en el Festival de Viña del Mar, en la llamada "noche femenina" obteniendo los premios Gaviota de Plata y Gaviota de Oro en la misma noche de Mon Laferte y Francisca Valenzuela.Invitada nuevamente a la edición de 2024 del certamen, su espectáculo no tuvo buena recepción y debió retirarse sin galardones.
Es sobrina del fallecido guitarrista del grupo La Ley, Andrés Bobe.

## Filmografía

### Películas
| Películas | Películas                       | Películas          | Películas                           | Películas |
| Año       | Película                        | Rol                | Director                            |           |
| --------- | ------------------------------- | ------------------ | ----------------------------------- | --------- |
| 1998      | El entusiasmo                   | Isabel             | Ricardo Larraín                     |           |
| 2000      | Smog                            |                    | Sebastián Lelio / Marialy Rivas     |           |
| 2002      | Sangre eterna                   | Presentadora TV    | Jorge Olguín                        |           |
| 2008      | Debut y despedida               | María              | Diego Rougier                       |           |
| 2008      | Chile puede                     | Ana María          | Ricardo Larraín                     |           |
| 2009      | Escobo                          | María              | Diego Rougier                       |           |
| 2010      | Natacha y el cuarto espanto     | Aurora             | Jorge Mella                         |           |
| 2011      | Sal                             | María              | Diego Rougier                       |           |
| 2013      | El babysitter                   | Patricia           | Gonzalo Badilla / Sebastián Badilla |           |
| 2013      | El ciudadano Kramer             | Karen Doggenweiler | Stefan Kramer                       |           |
| 2015      | Alma                            | Alma León          | Diego Rougier                       |           |
| 2017      | Se busca novio... para mi mujer | Natalia Fierro     | Diego Rougier                       |           |
| 2022      | Desconectados                   | Victoria           | Diego Rougier                       |           |

### Telenovelas
| Telenovelas | Telenovelas          | Telenovelas            | Telenovelas     | Telenovelas | Telenovelas |
| Año         | Título               | Personaje              | Rol             | Canal       |             |
| ----------- | -------------------- | ---------------------- | --------------- | ----------- | ----------- |
| 1994        | Rojo y miel          | Javiera                | 1.° episodio    | TVN         |             |
| 1996        | Loca piel            | Verónica Alfaro        | Papel principal | TVN         |             |
| 1998        | Amándote             | Paulina Valdés         | Papel principal | Canal 13    |             |
| 1999        | Fuera de control     | Valentina Cervantes    | Papel principal | Canal 13    |             |
| 2000        | Sabor a ti           | Antonia Sarmiento      | Reparto         | Canal 13    |             |
| 2018-2019   | La reina de Franklin | Yolanda "Yoli" Garrido | Papel principal | Canal 13    |             |

### Series y miniseries
| Serie de televisión | Serie de televisión          | Serie de televisión         | Serie de televisión          | Serie de televisión | Serie de televisión |
| Año                 | Título                       | Personaje                   | Rol                          | Canal               |                     |
| ------------------- | ---------------------------- | --------------------------- | ---------------------------- | ------------------- | ------------------- |
| 2002                | Más que amigos               | Claudia Acosta              | Papel principal              | Canal 13            |                     |
| 2004                | Tiempo final: En tiempo real | Paula                       | Papel principal (1 episodio) | TVN                 |                     |
| 2006-2008; 2023     | Casado con hijos             | María Eugenia "Quena" Gómez | Papel principal              | Mega                |                     |
| 2009                | Experimento Wayapolis        | Tía Popi                    | Reparto                      | TVN                 |                     |
| 2010-2011           | La Colonia                   | Rosa Amunátegui             | Papel principal              | Mega                |                     |

### Programas
| 1995-1996 | Cielo X                             | Conductora   | Vía X                   |
| 1998      | Teatro en Canal 13                  | Actriz       | Canal 13                |
| 2000      | Para eso estamos                    | Conductora   | Canal 13                |
| 2001      | A la suerte de la olla              | La Pato      | Canal 13                |
| 2002      | Planeta loco                        | Conductora   | Canal 13                |
| 2001      | El Show de Pepito TV                | Viri Viri    | Canal 13                |
| 1998-2003 | Si se la puede, gana                | Conductora   | Canal 13                |
| 2003      | Conquistadores del fin del mundo    | Conductora   | Canal 13                |
| 2003      | MONO, Conquistadores de la tarde    | Conductora   | Canal 13                |
| 2005      | 4 x todas                           | Conductora   | Cosmopolitan Televisión |
| 2005      | Celebs'c                            | Conductora   | Cosmopolitan Televisión |
| 2005      | La ruta del Nilo                    | Conductora   | TVN                     |
| 2006      | La ruta de Oceanía                  | Conductora   | TVN                     |
| 2008-2009 | La liga                             | Conductora   | Mega                    |
| 2009-2013 | Mucho gusto                         | Conductora   | Mega                    |
| 2009      | La muralla infernal                 | Conductora   | Mega                    |
| 2010      | Vive Sudáfrica                      | Conductora   | Mega                    |
| 2013      | Desfachatados                       | Varios       | Mega                    |
| 2014      | Super Estrellas                     | Conductora   | Chilevisión             |
| 2014      | Locos por el Mundial                | Conductora   | Chilevisión             |
| 2014      | Ellas dicen                         | Conductora   | Casa Club TV            |
| 2016      | Buenos días a todos                 | Conductora   | TVN                     |
| 2016      | Festival del Huaso de Olmué         | Jueza        | TVN                     |
| 2016      | Kamaleón, el show de Kramer         | Invitada     | TVN                     |
| 2016      | Javiera & Astorga                   | Conductora   | TVN                     |
| 2016-2017 | Muy buenos días                     | Conductora   | TVN                     |
| 2018      | Sigamos de largo                    | Conductora   | Canal 13                |
| 2020      | Selección Nacional (5ta. Temporada) | Conductora   | Mega                    |
| 2020      | Festival de Viña del Mar            | Comediante   | Canal 13 TVN            |
| 2021      | The covers                          | Jurado       | Mega                    |
| 2021      | Pecados digitales                   | Presentadora | Mega                    |
| 2024      | Festival de Viña del Mar            | Comediante   | Canal 13 TVN            |

## Teatro
- Tristán e Isolda
- Habitación 777
- Chile fértil provincia
- El virus
- ¿Quién dijo que los hombres no sirven para nada?
- Brujas (directora)
- Tape
- Entiéndemetuamí (directora)
- Te amo y te odio por completo (directora)
- El hijo de la peluquera (directora)
- La familia ante todo (directora y actriz)
- Miss Patria como la candidata mapuche
- Él cuando quiere...ellas cuando pueden (actriz)

## Videos musicales
| Año             | Título                          | Artista             | Director        |
| --------------- | ------------------------------- | ------------------- | --------------- |
| 1995            | «Hijos de la Tierra»            | Los Jaivas          | Germán Bobe     |
| 1995            | «Vete»                          | Lucybell            | Sin identificar |
| 1995            | «GuachPerry»                    | Chancho en Piedra   | Germán Bobe     |
| Sin identificar | «Somos»                         | Keko Yunge          | Germán Bobe     |
| Sin identificar | «Si tu me das lo que yo te doy» | Claxon, Emma & Natt | Pascal Krumm    |

## Radio
- Ñam en Concierto (Radio Concierto, 2016)
- Gente con Tiempo (FM Tiempo, 2018)
- Nada que perder (Oasis FM, 2020)

## Publicidad
- Ripley (2009-2011)
- Abcdin (2012-Sin identificar) - Protagonista de comerciales junto a Stefan Kramer, Dayana Amigo, Marcial Tagle, Fernando Godoy, entre otros.
- Petrobras (2022-presente) - Protagonista de comerciales junto a Fernando Larrain.
- Sprim (2022-presente)

## Premios y nominaciones
| Año  | Premio     | Categoría    | Resultado |
| ---- | ---------- | ------------ | --------- |
| 2007 | BKN Awards | Actriz + BKN | Ganadora  |